# Suvenir
Suvenir je predmet kojeg se ponese i zadrži u spomen na određen događaj, mjesto ili osobu. Riječ dolazi od francuske riječi souvenir i znači sjećanje. Za razliku od trofeja suveniri su obično kupuju.
Često ljudi kupuju sebi ili drugima suvenir iz godišnjeg odmora ili putovanja. To je često nešto tipično iz mjesta ili zemlje u kojoj se nalazi. 
To su, primjerice, šalice, majice, pepeljare, privjesci i sl. s imenom ili slikom mjesta gdje su kupljeni. U brojnim turističkim odredištima prodaja suvenira turistima važan je izvor prihoda za lokalno stanovništvo.
Suveniri su štetni ako turisti odnose kulturno blago, rijetke životinje, biljke ili čak i "samo" određeno kamenje. Neke države propisuju drakonske kazne za protuzakonit izvoz takvih predmeta ili stvari. 
Može biti zbunjujuće jer se ponekad samo teško mogu razlikovati posebno izrađene kopije koje se prodaju kao suveniri od pravih kulturnih dobara (kao što su antički predmeti).